# Luteiniserende hormon
Sp
Luteiniserende hormon (LH) er et hormon, der syntetiseres og udskilles af gonadotroper i hypofysens forlap. Sammen med FSH sørger hormonet for normal reproduktiv funktion. I kvinder signalerer hormonet ægløsning, mens det i mænd stimulerer Leydig-cellernes produktion af testosteron.
| Naturvidenskab | Spire Denne naturvidenskabsartikel er en spire som bør udbygges. Du er velkommen til at hjælpe Wikipedia ved at udvide den. |